# Battaglia di Vezins
La battaglia di Vezins è stata una battaglia della prima Guerra di Vandea combattuta il 19 aprile 1793 a Vezins.

## Antefatto
Grazie alla vittoria di La Rochejaquelein su Quétineau, nella battaglia di Les Aubiers, i vandeani erano riusciti a rifornirsi di armi e munizioni. Inoltre, a Vezins, il generale repubblicano François Leigonyer era rimasto quasi isolato con la sua divisione di 5 000 uomini. A Tiffauges, Charles de Bonchamps e Maurice d'Elbée decisero dunque di lanciare un attacco contro lui.
Riguardo ai repubblicani, Jean-François Berruyer, a Chemillé, era ossessionato dalla mancanza di materiale, armi e munizioni e non era avanzato, ignorando la notizia che i vandeani si muovevano da Cholet per attaccarli, poi il 19 aprile, saputo dello scontro a Vezins si mise in cammino verso Jallais con la sua divisione, ma era troppo tardi.

## La battaglia
Nelle lande di Pagannes, a nord di Cholet, i vandeani lanciarono l'attacco contro una colonna di 2 000 uomini della divisione di Leigonyer inviata in avanguardia per aiutare due compagnie di granatieri circondati nel castello di Bois-Grolleau. I repubblicani, superati in numero, ripiegarono su Vezins dove la loro ritirata causò il panico dei restanti 3 000 uomini dell'esercito di Leigonyer, che presidiavano la città. Tutta la divisione di Leigonyer, infatti, si diede la fuga e si ricongiunse soltanto a Doué-la-Fontaine, nei pressi di Saumur.
Berruyer che si era messo in marcia il giorno stesso della battaglia per unirsi con Liegonyer, dovette tornare nuovamente su Chemillé dove scrisse a Parigi per richiedere rinforzi.